# Governor's House

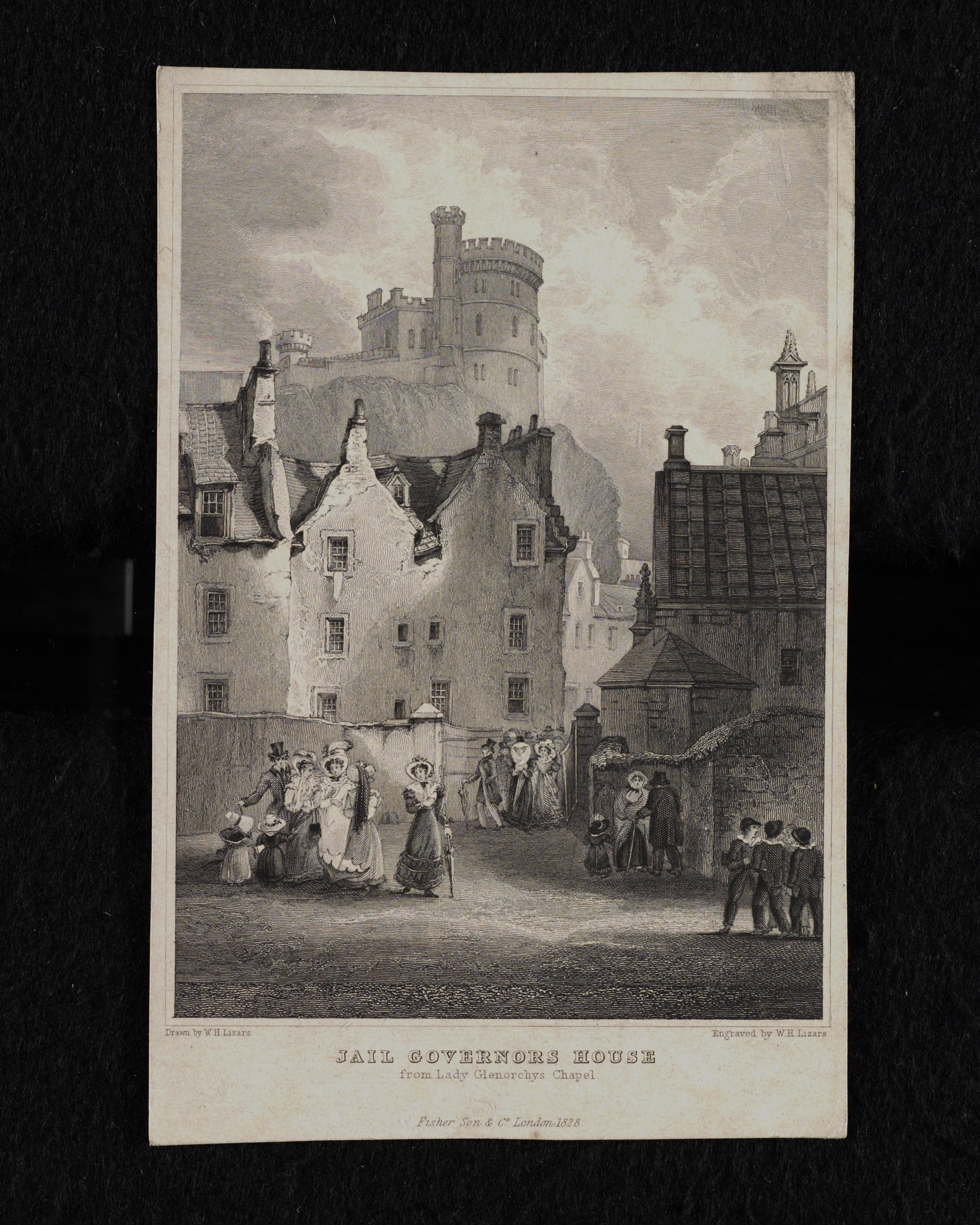
Vue historique de la maison du gouverneur

Governor's House (en français : Maison du Gouverneur) est un bâtiment situé sur l'éperon le plus au sud de Calton Hill, près du coin sud-est du cimetière Old Calton, à Édimbourg, en Écosse. Il donne sur la gare de Waverley, Canongate et Holyrood Park au sud. 

## Histoire
Le bâtiment de 1815-1817 est tout ce qui reste de la prison de Calton, autrefois la plus grande prison d'Écosse, achevée en 1817 . Il a été conçu par Archibald Elliot (1761-1823), également responsable de Waterloo Place et de Regent Arch, situés à proximité. La Chambre contenait la salle du Comité utilisée par les commissaires qui gouvernaient la prison. 

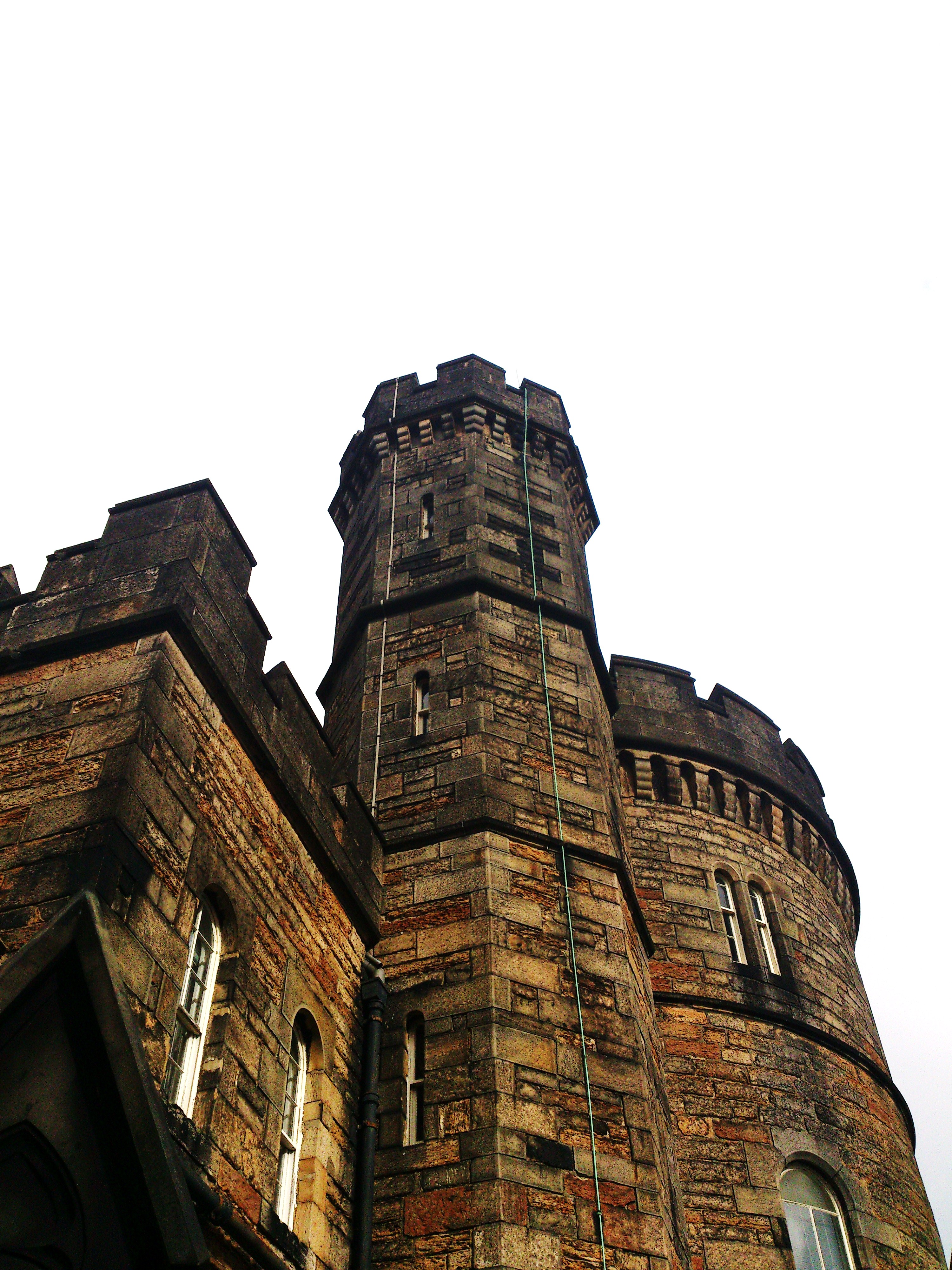
Vue de la maison du gouverneur depuis le cimetière Old Calton

Sa forme en créneaux et à tourelles est semblable à celle de l’ancien observatoire de James Craig à Calton Hill, mais sa conception a sans doute été influencée par l’ancien «Bridewell» de Robert Adam de 1791, qui jouxtait la nouvelle prison. La prison ferme en 1927 et, à l'exception de la maison du gouverneur, est démolie en 1937 pour laisser place à St Andrew's House.

## Fonction
Jusqu'à récemment, le bâtiment abritait l'équipe multimédia du gouvernement écossais. Il a été évoqué pendant un temps comme un possible domicile officiel pour le Premier ministre écossais, remplaçant ainsi la Bute House, propriété du National Trust for Scotland.  
Actuellement, la Maison du Gouverneur est le siège de la Commission écossaise des droits de l'homme et de la Commission fiscale écossaise . 